# Skalny Grzyb
Skalny Grzyb (520 m n.p.m.) – skały w Sudetach Zachodnich, w paśmie Karkonoszy.
Granitowa skała położona na północnym zboczu góry Chojnik.

## Szlaki turystyczne
U podnóża biegnie szlak turystyczny:
- czerwony z miejscowości Sobieszów - zamek Chojnik.
- czarny  z miejscowości Sobieszów - zamek Chojnik[1].